# Hu Hanmin
Hu Hanmin (ur. 9 grudnia 1879 w Panyu w prowincji Guangdong, zm. 12 maja 1936 w Kantonie) – chiński polityk, jeden z najważniejszych przywódców wczesnego Kuomintangu.
Był jednym z czołowych działaczy Ligi Związkowej. Uczestniczył w antymonarchistycznej rewolucji Xinhai w 1911 roku i tzw. drugiej rewolucji przeciwko Yuan Shikaiowi dwa lata później.
Od 1917 roku działał w kantońskim rządzie Sun Jat-sena i należał do grona jego najbliższych współpracowników. Po śmierci Suna w 1925 był czołowym przedstawicielem prawicowego skrzydła Kuomintangu. W 1927 roku stanął na czele partii. Sprzeciwiał się dyktatorskim zapędom Czang Kaj-szeka, za co został na początku 1931 roku z jego polecenia usunięty ze stanowiska przewodniczącego KMT i aresztowany. Wypuszczony po kilku tygodniach, zorganizował w maju 1931 frondę przeciwko Czangowi i powołał nowy rząd w Kantonie. Po incydencie mukdeńskim doszło do porozumienia między Czangiem a członkiem kantońskiego rządu Wang Jingweiem, co zakończyło bunt i doprowadziło do odsunięcia Hu. Ostatecznie w 1935 roku doszło do pojednania pomiędzy Hu i Czangiem.